# Marshall, Texas
Marshall är en stad i nordöstra Texas med en yta av 76,8 km² och en folkmängd som uppgår till 23 523 invånare (2010). Marshall är administrativ huvudort i Harrison County. Ett av stadens många smeknamn är Cultural Capital of East Texas.
Marshall är säte för East Texas Baptist University och Wiley College.

## Kända personer från Marshall
- George Foreman, boxare
- Brea Grant, skådespelare